# Zenarchopterus dispar
Zenarchopterus dispar är en fiskart som först beskrevs av Valenciennes, 1847.  Zenarchopterus dispar ingår i släktet Zenarchopterus och familjen Hemiramphidae. IUCN kategoriserar arten globalt som livskraftig. Inga underarter finns listade i Catalogue of Life.